# サウスパーク:帰ってきたコロナ
『サウスパーク:帰ってきたコロナ』（原題：South Park: Post COVID: The Return of COVID）は、アメリカのコメディ・セントラルのテレビアニメシリーズ『サウスパーク』の長編作品である。定額制動画配信サービスの｢Paramount+｣にて2021年12月16日より、スペシャルエピソードの第2弾として配信された。

## 概要
「アフターコロナ」の続編として制作された本作は、2020年の「パンデミックスペシャル」から続いたCOVID-19シリーズの完結編となっている。

## ストーリー
カートマンとケニーは下級生のヘザー・ウィリアムズが体育の授業でおならをした様子を目撃、彼女を脅してデンバー・ナゲッツの試合をVIP席で鑑賞しようと企む。話を聞いたスタンとカイルも乗り気だったが、パンデミックの発生により学校の閉鎖が言い渡され失敗、コロナ禍の長い生活が始まった。両親の喧嘩やワクチンを巡った騒動に嫌気が差したスタンは大麻農園を放火、納屋に閉じ込められていたシェリーは死んでしまい、耐えられなくなったシャロンは拳銃自殺をした。そんな過去を夢で何度も体験していたスタンは、40年後の未来で再びパンデミックを体験する。
過去に戻ってパンデミックを防ごうとしたケニーの意思を継ぐため、スタンとカイルたちはタイムトラベルを成功させようと、謎の人物『ビクター・チャウス』の説得へと向かう。その一方、カートマンは反乱軍を結成し、タイムトラベルを阻止しようと企んでいた。

## キャスト
- トレイ・パーカー
- マット・ストーン
- エイプリル・スチュワート
- モナ・マーシャル
- キンバリー・ブルックス
- エイドリアン・ベアード
- デリラ・クヤラ
- ベティ・ブギー・パーカー